# Ricardo Sperafico
Ricardo Sperafico (Toledo, Paraná, 23 de julio de 1979) es un piloto de automovilismo brasileño. Fue subcampeón de la Fórmula 3000 Internacional en 2003 y compitió en la Champ Car en 2005.
Es miembro de la familia Sperafico, una reconocida familia de pilotos en Brasil.

## Carrera
Ricardo inició su carrera en la Fórmula Ford en Europa en 1996. En 1998 volvió para competir en la Fórmula 3 Sudamericana, en donde fue cuarto en el torneo del año siguiente. En el año 2000 ganó el título en la Fórmula 3000 Italiana con cuatro victorias en ocho carreras, antes de ascender a la F3000 Internacional con el equipo Petrobras Junior Team (Super Nova Racing). Corrió dos temporadas para esta escudería, con quienes alcanzó un triunfo y fue quinto en ambas.
En 2003 pasó al equipo Coloni. Ganó en Spielberg y Hockenheim, saliendo desde la pole en ambas. Fue subcampeón con 43 puntos, detrás del campeón Björn Wirdheim que sumó 78. Por otro lado, en 2001 realizó pruebas con el equipo Williams de Fórmula 1.
Tras un año inactivo, en 2005 corrió en la Championship Auto Racing Teams con Dale Coyne Racing, logrando un octavo puesto como mejor resultado. Entre 2007 y 2013 fue piloto a tiempo completo de Stock Car Brasil. Desde entonces y hasta 2019 participó de forma esporádica en diferentes campeonatos, incluyendo la Blancpain GT Series Sprint Cup y el Brasileiro de Marcas.
En 2020 fue tercero en el torneo general de GT Sprint Race de Brasil y ganó el trofeo nacional.

## Vida personal
Ricardo es miembro de una reconocida familia de automovilistas. Su hermano gemelo Rodrigo y sus primos Alexandre y Rafael también lo fueron. Incluso Ricardo, Rodrigo y Alexandre compitieron en la temporada 2002 de Fórmula 3000 Internacional. Rafael falleció en un accidente en Stock Car Light en 2007.

## Resultados

### Fórmula 3000 Italiana
(Clave) (negrita indica pole position) (cursiva indica vuelta rápida)

| Año     | Equipo           | 1      | 2     | 3     | 4       | 5     | 6     | 7     | 8     | Pos. | Puntos |
| ------- | ---------------- | ------ | ----- | ----- | ------- | ----- | ----- | ----- | ----- | ---- | ------ |
| 2000    | ADM Competizione | VLL 19 | MUG 1 | IMO 4 | MNZ Ret | VLL 1 | DON 1 | PER 4 | MIS 1 | 1.º  | 46     |
| Fuente: |                  |        |       |       |         |       |       |       |       |      |        |

### Fórmula 3000 Internacional
| Año     | Equipo                | 1       | 2       | 3      | 4       | 5      | 6     | 7      | 8      | 9       | 10    | 11    | 12    | Pos. | Puntos |
| ------- | --------------------- | ------- | ------- | ------ | ------- | ------ | ----- | ------ | ------ | ------- | ----- | ----- | ----- | ---- | ------ |
| 2001    | Petrobras Junior Team | INT Ret | IMO 14  | CAT 19 | A1R Ret | MON 5  | NÜR 3 | MAG 13 | SIL 11 | HOC 3   | HUN 7 | SPA 1 | MNZ 3 | 5.º  | 24     |
| 2002    | Petrobras Junior Team | INT 7   | IMO 14  | CAT 9  | A1R 8   | MON 5  | NÜR 2 | SIL 3  | MAG 15 | HOC 6   | HUN 5 | SPA 3 | MNZ 4 | 5.º  | 22     |
| 2003    | Coloni Motorsport     | IMO 3   | CAT Ret | A1R 1  | MON DSQ | NÜR 14 | MAG 3 | SIL 4  | HOC 1  | HUN Ret | MNZ 3 |       |       | 2.º  | 43     |
| Fuente: |                       |         |         |        |         |        |       |        |        |         |       |       |       |      |        |

### Champ Car
(Clave) (negrita indica pole position) (cursiva indica vuelta rápida)

| Año     | Equipo            | 1      | 2      | 3      | 4      | 5     | 6      | 7      | 8      | 9     | 10     | 11     | 12    | 13     | Pos. | Puntos |
| ------- | ----------------- | ------ | ------ | ------ | ------ | ----- | ------ | ------ | ------ | ----- | ------ | ------ | ----- | ------ | ---- | ------ |
| 2005    | Dale Coyne Racing | LBH 19 | MTY 17 | MIL 14 | POR 13 | CLE 9 | TOR 18 | EDM 10 | SJO 18 | DEN 8 | MTL 18 | LVG 15 | SRF 9 | MXC 18 | 17.º | 92     |
| Fuente: |                   |        |        |        |        |       |        |        |        |       |        |        |       |        |      |        |